# Гай Аврелій Котта (консул 252 року до н. е.)
Гай Авре́лій Ко́тта (лат. Gaius Aurelius Cotta; ? — після 231 до н. е.) — політичний, державний і військовий діяч Римської республіки, консул 252 і 248 років до н. е., полководець Першої Пунічної війни, удостоєний тріумфу.

## Життєпис
Перший відомий представник роду плебейського роду Авреліїв (Homo novus). Згідно записів у Капитолийских фастах, його батька звали Луцієм, а ім'я діда — Гай.
У 252 році до н. е. його було обрано консулом разом з Публієм Сервілієм Геміном. Тоді йшла Перша Пунічна війна. Гай Аврелій очолив війська, що захопили важливі Ліпарські острови. За це отримав тріумф.
У 248 році до н. е. його вдруге було обрано консулом знову з Публієм Сервілієм Геміном. Після поразки карфагенян у битві при Дрепано брав участь у перемовинах, що завершили війну з Карфагеном. Також було укладено мир із Сиракузами.
У 241 році до н. е. став цензором разом з Марком Фабієм Бутеоном. У 231 році до н. е. його було призначено начальником кінноти (лат. magister equitum) при диктаторові Гаї Дуїлії.
Подальша доля Гая Аврелія невідома.